# باتريك يسلي
باتريك يسلي (بالألمانية: Patrick Wessely)‏ هو لاعب كرة قدم نمساوي في مركز ظهير ‏، ولد في 27 مارس 1994 في فيينا في النمسا. شارك مع منتخب النمسا تحت 19 سنة لكرة القدم ومنتخب النمسا تحت 21 سنة لكرة القدم. أما مع النوادي، فقد لعب مع أدميرا فاكر مودلينغ وسبتمفري صوفيا ونادي سانت بولتن ونيمان غرودنو.

## وصلات خارجية
- باتريك يسلي على موقع إي إس بي إن إف سي (الإنجليزية)
- باتريك يسلي على موقع قاعدة بيانات كرة القدم.إي يو (الإنجليزية)
- باتريك يسلي على موقع Soccerway.com (الإنجليزية)
- باتريك يسلي على موقع عالم كرة القدم.نت (الإنجليزية)